# Бассен
Бассе́н (фр. Bassins) — коммуна в округе Ньон в кантоне Во в Швейцарии. Официальный язык — французский.

## Транспорт
В Бассене находится автобусная станция, через которую организовано автобусное сообщение с соседними населенными пунктами и железнодорожной станцией узкоколейной железной дороги Ньон — Сен-Серг — Море.
- Церковь Нотр-Дам в Бассене